# Three Rivers jezici
Three Rivers jezici (privatni kod: thre), skupina od 10 austronezijskih jezika iz Indonezije, koji se govore na Molucima. Sastoj ise od užih skupina Amalumute sa (7) jezika, wemale sa (2) jezika i individualnog jezika yalahatan [jal].

## Klasifikacija
a. Amalumute (7):
a1. Sjeverozapadni ceramski (7):
a. Hulung (1): hulung [huk]
b. Loun (1): loun [lox]
a2. Ulat Inai (2): alune [alp]; naka’ela [nae]
Horuru [hrr]
Lisabata-Nuniali [lcs]
Piru [ppr]
b. Wemale (2): sjeverni wemale [weo]; južni wemale [tlw]
Yalahatan [jal]

## Vanjske poveznice
- Ethnologue (14th)
- Ethnologue (15th)